# Biggles v zemi Mauglího
Biggles v zemi Mauglího (v originále The Boy Biggles), je dobrodružná kniha spisovatele W. E. Johnse, jež byla poprvé vydána roku 1968. Jde o devadesátou druhou knihu o Bigglesovi. Dějově se jedná o prequel, úplně první knihu odehrávající se v době Bigglesova dětství. Jde o poslední knihu vydanou za autorova života.
V češtině vyšla poprvé v roce 2002 v nakladatelství Toužimský & Moravec.

## Děj
Kniha obsahuje třináct povídek, ve kterých mladý James čelí různým dobrodružstvím v indické džungli, ať už jde o divoká zvířata nebo zlé lidi. Na závěr poslední povídky je poznamenáno, že o tři týdny později odjíždí James do školy v Anglii (Biggles - Před prvním vzletem, 1951). Na rozdíl od ostatních knih zde není žádné letadlo.